# Feinkostladen Jelissejew (Sankt Petersburg)

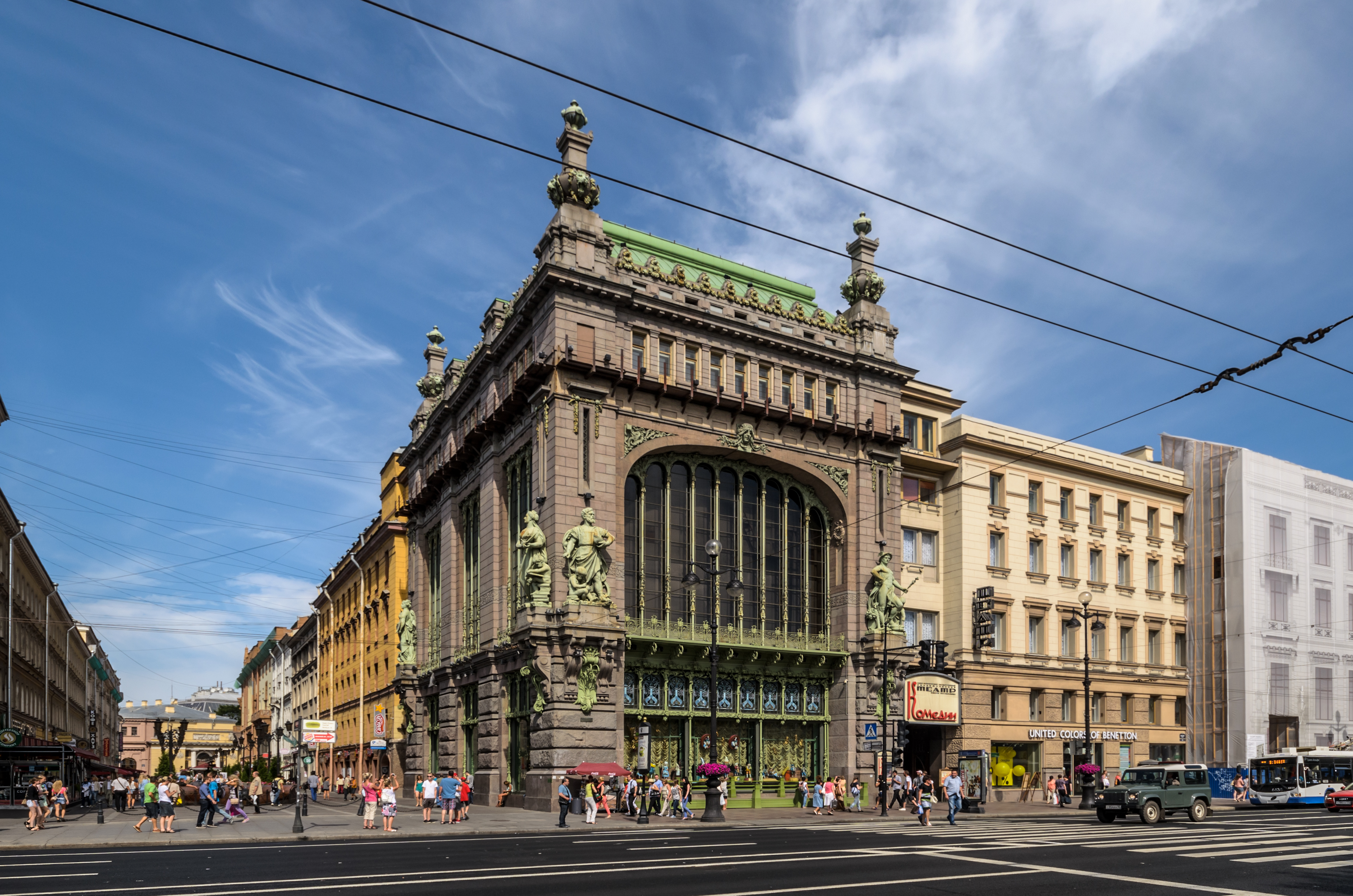
Feinkostladen Jelissejew von außen

Der Feinkostladen Jelissejew (russisch Елисеевский магазин) in Sankt Petersburg befindet sich im Herzen der Stadt am Newski-Prospekt 56, an der Kreuzung mit der Malaja Sadowaja-Straße.
Er wurde in den Jahren 1902–1903 als ein damals in der Hauptstadt des Russischen Reichs einzigartiger Gourmettempel errichtet. Der Laden gehörte der Handelsgesellschaft Gebrüder Jelissejew (russ.: Торговое товарищество «Братья Елисеевы»), welche in den 1810er-Jahren vom ehemaligen Gärtner Pjotr Jelissejew und seinem Bruder Grigori gegründet wurde und sich anfangs schwerpunktmäßig auf den Import und Vertrieb von Weinen, exotischen Früchten, Tee, Kaffee und anderen Kolonialwaren in Russland spezialisiert hatte. Diese Handelsgesellschaft ließ bereits einige Monate früher, im Jahre 1901, einen ähnlichen Feinkostladen an der Twerskaja-Straße in Moskau bauen. Beide Läden sind architektonisch dem Jugendstil zuzuordnen und wurden vom selben  Architekten, Gawriil Baranowski (1860–1920), entworfen. Die Fassade des Petersburger Hauses wird von mehreren Skulpturen des bekannten estnischen Bildhauers Amandus Adamson (1855–1929) geziert. Auch die Inneneinrichtung der Verkaufshallen wurde für die damalige Zeit sehr imposant und prunkvoll gehalten, mit großen als Pflanzen stilisierten Stehlampen, Spiegeln und Ornamenten.

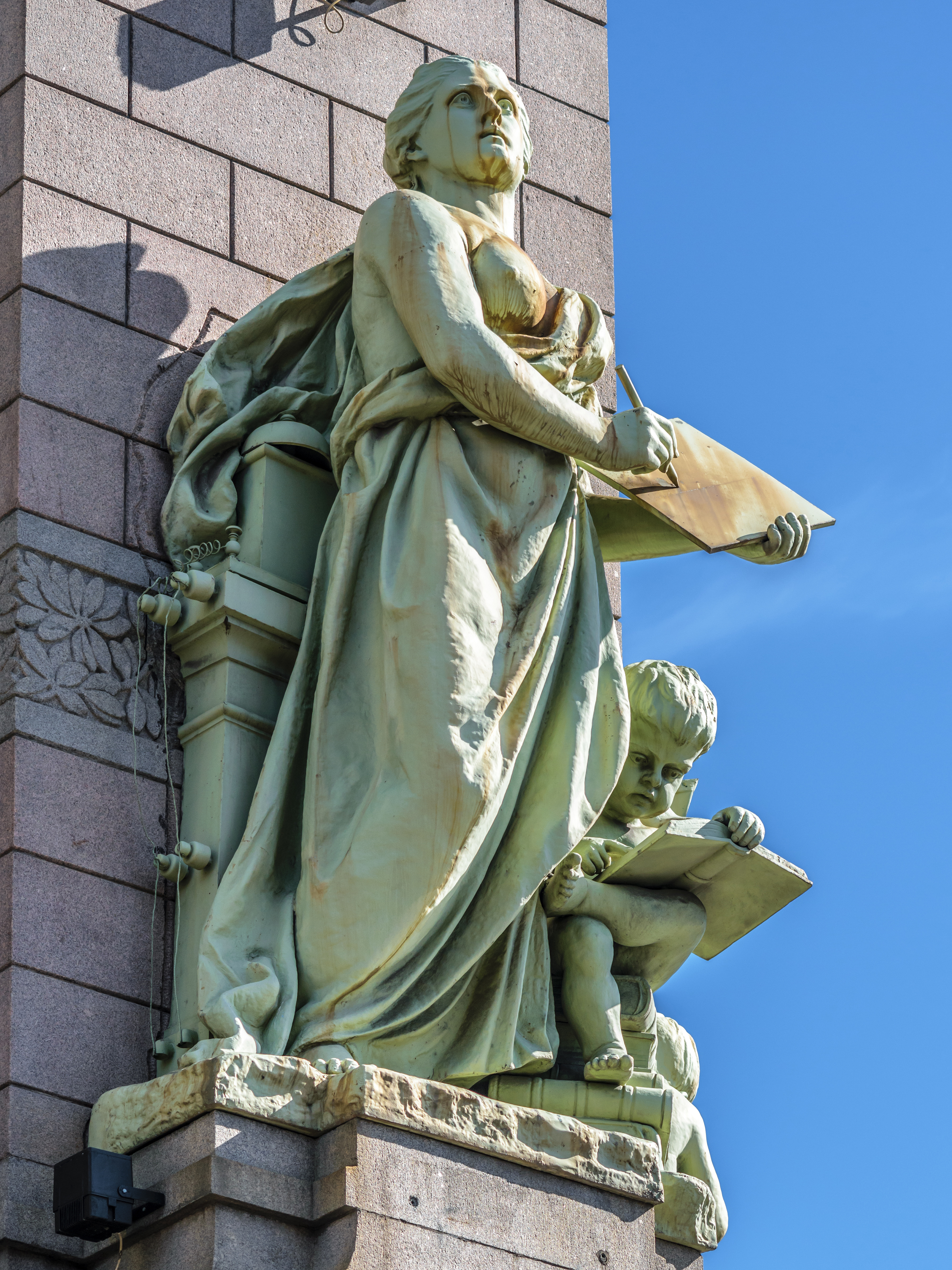
Wissenschaft
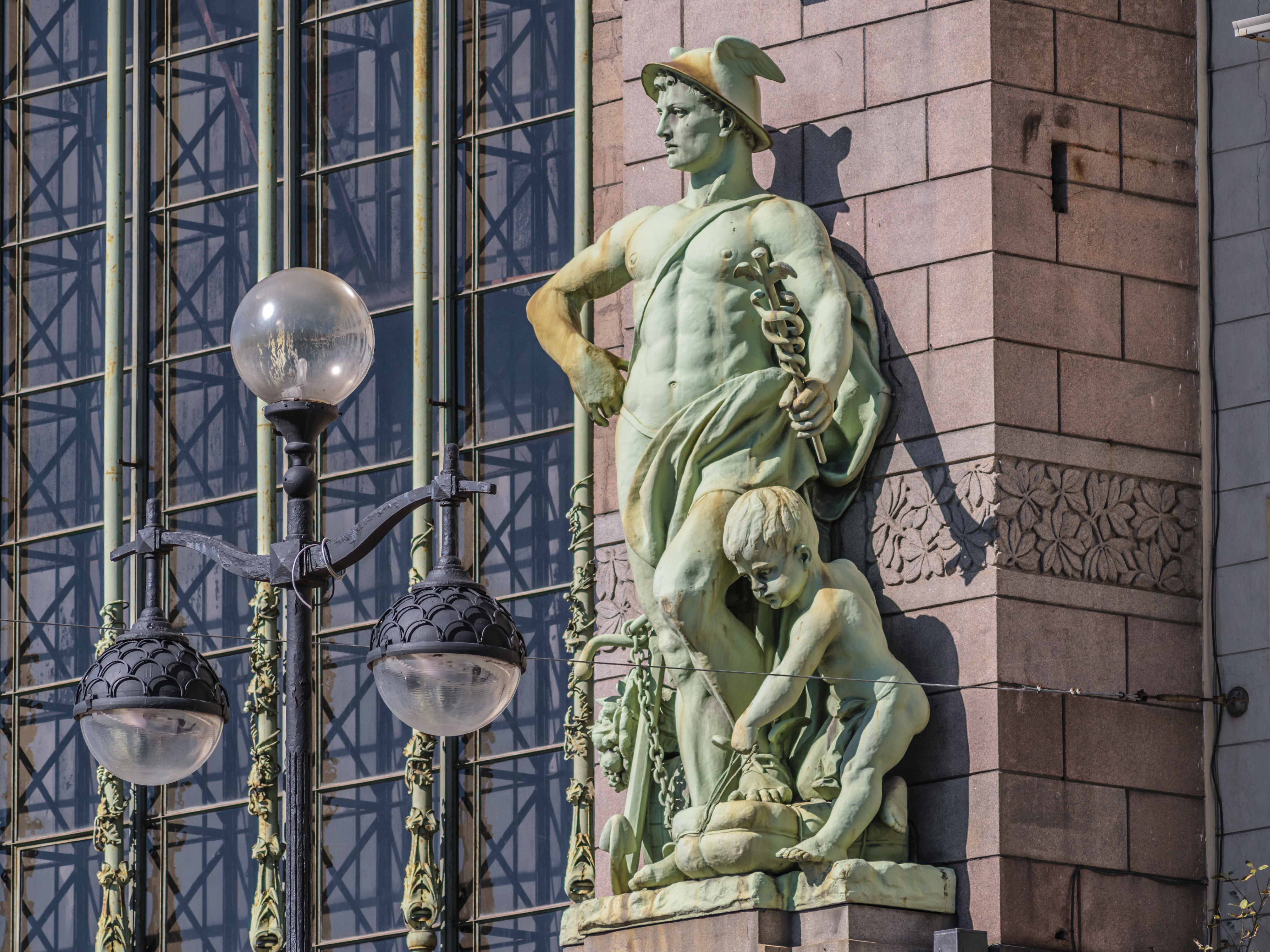
Handel
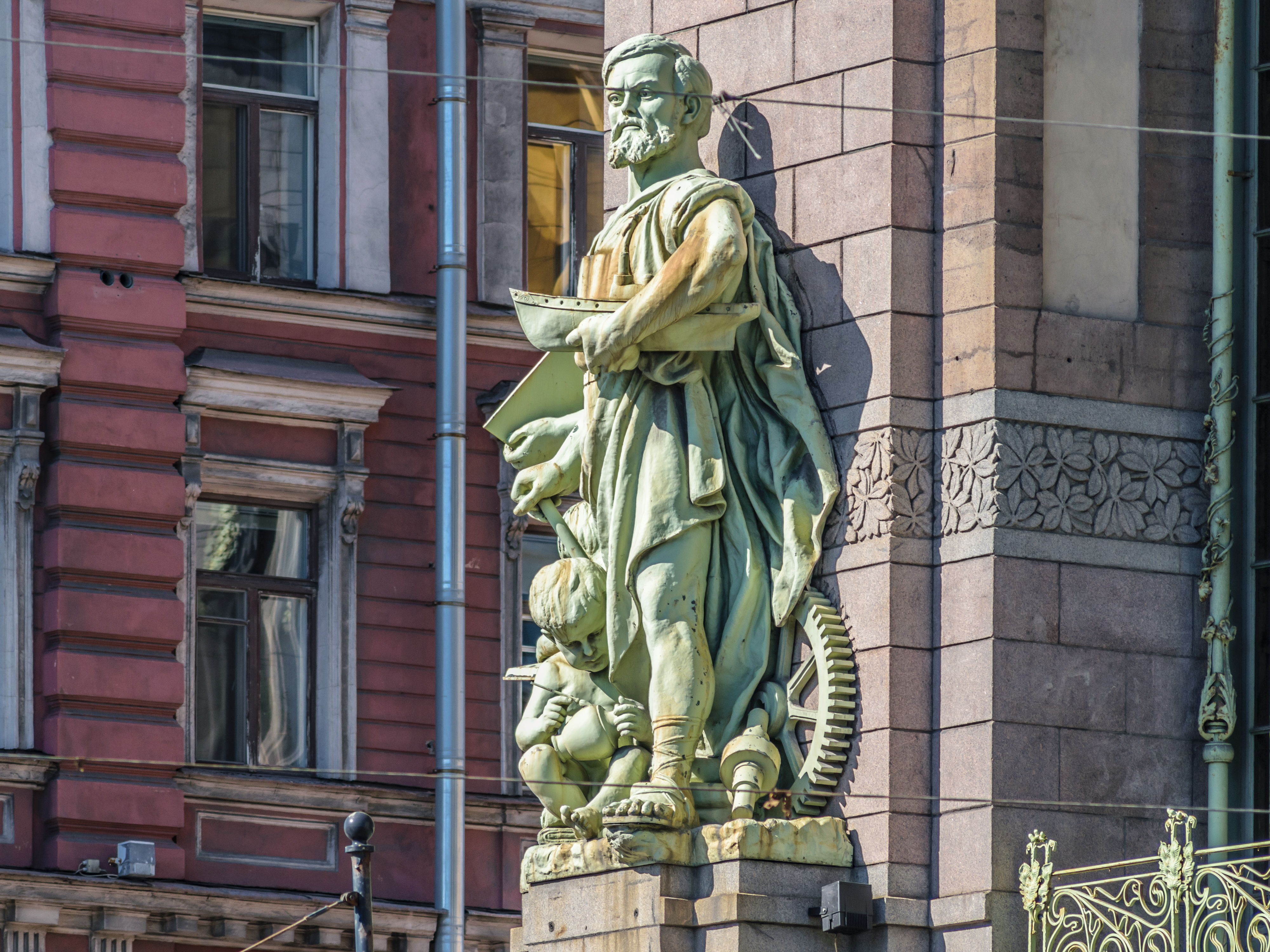
Industrie
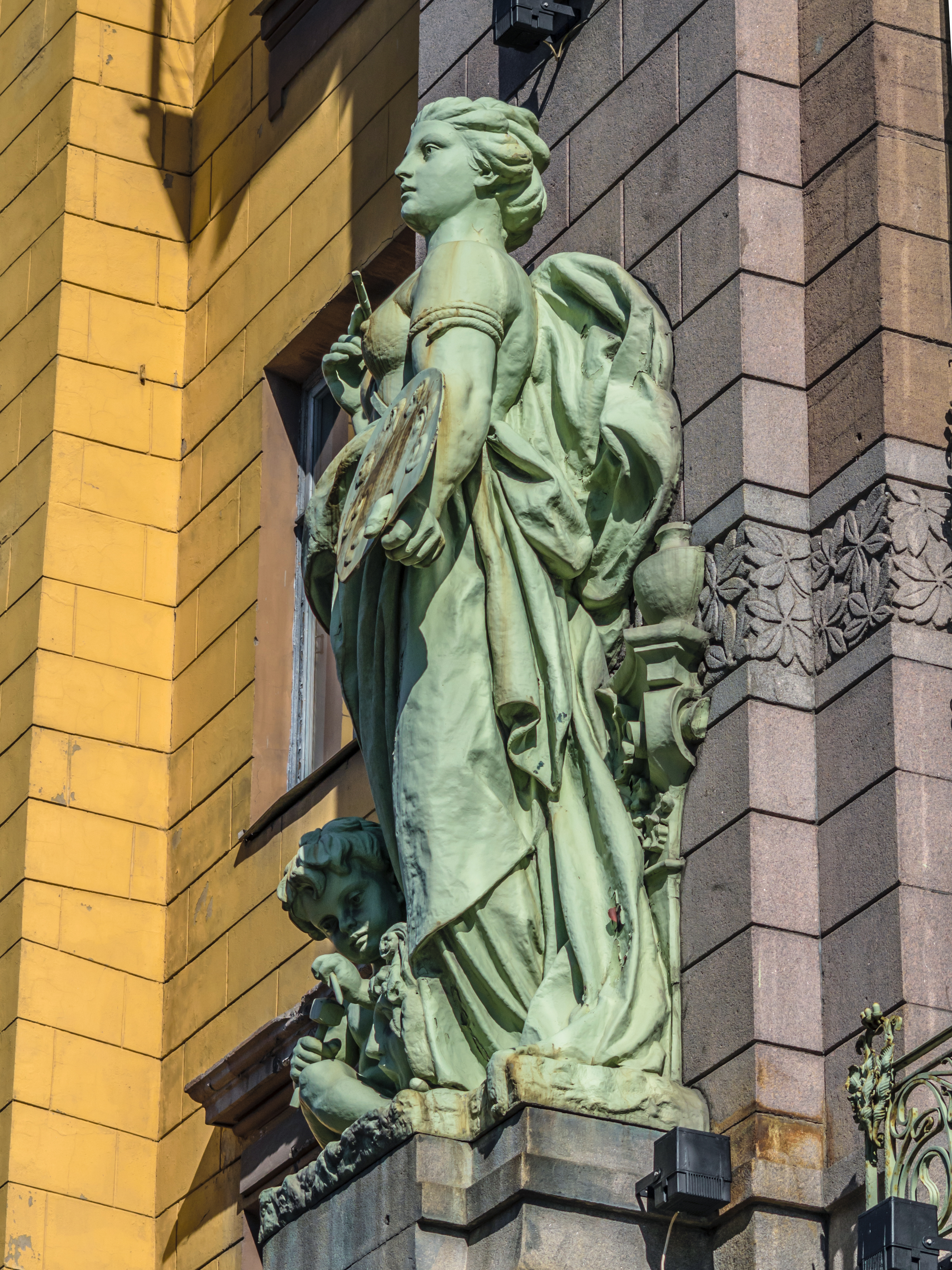
Kunst

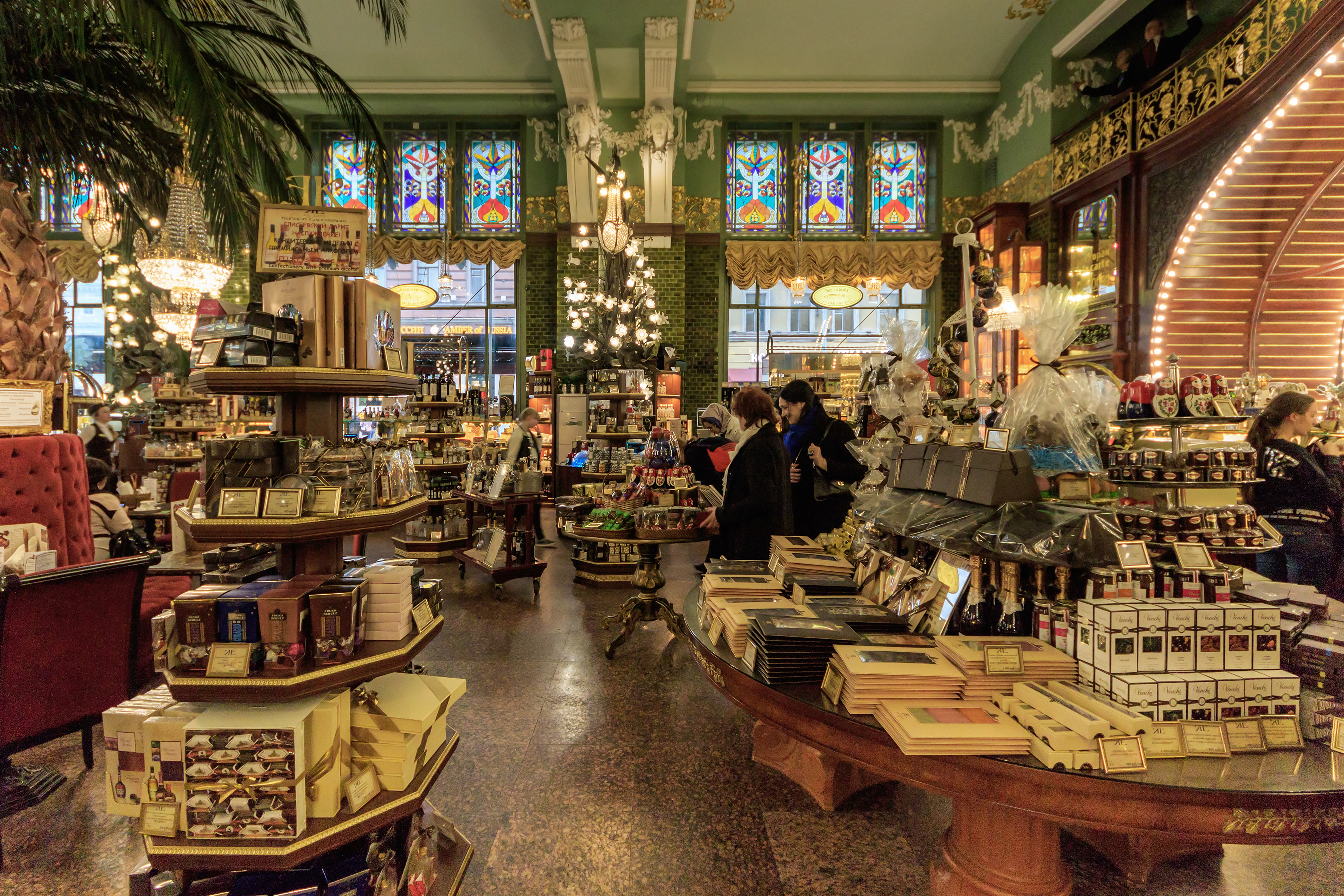
Interieur
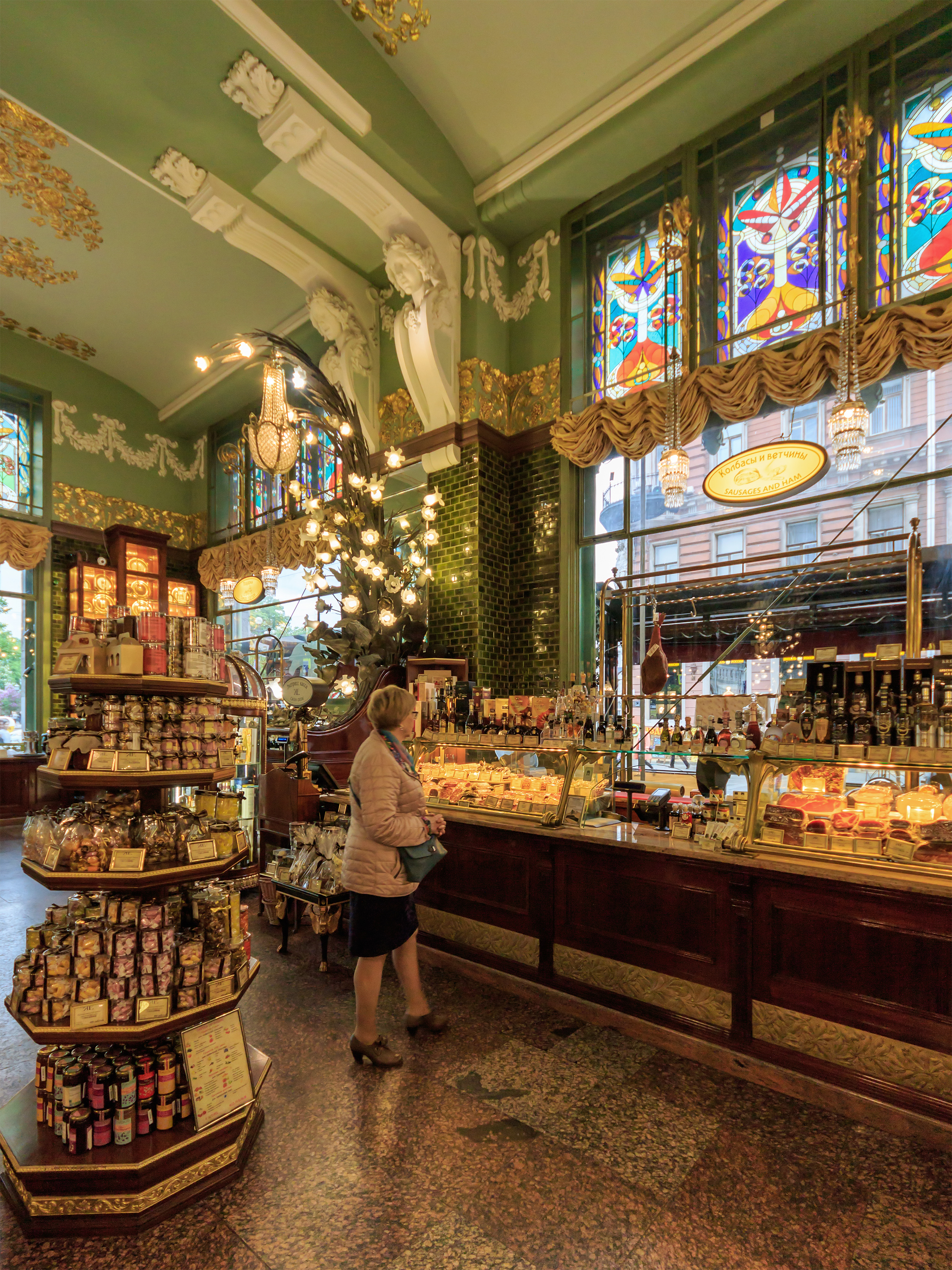
Interieur
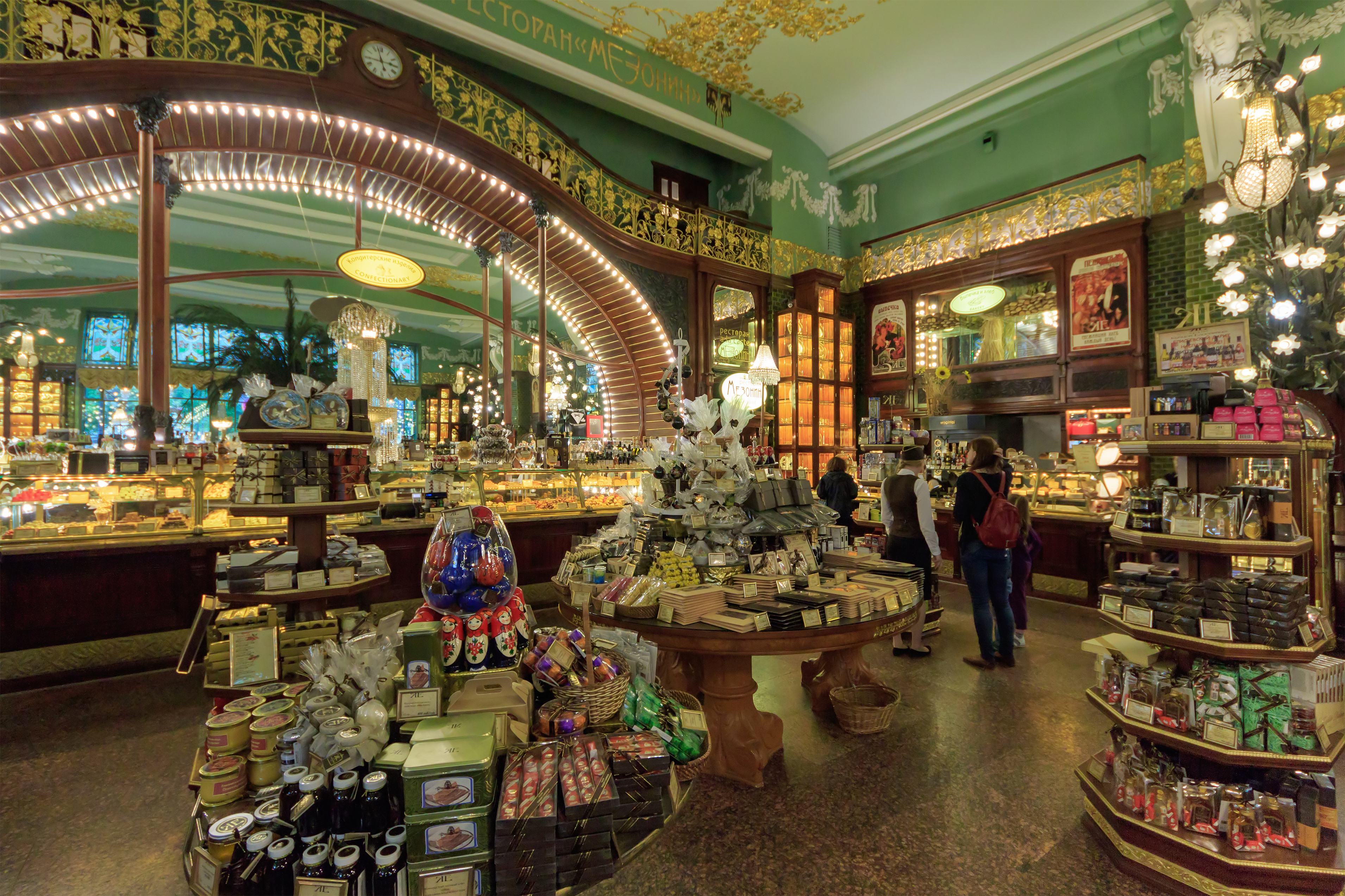
Interieur

Während der Sowjetzeiten befand sich der Feinkostladen Jelissejew in staatlicher Hand und hieß – sowohl in Leningrad als auch in Moskau – offiziell Gastronom Nr. 1, auch wenn die Bezeichnung Jelissejew-Laden im Volksmund weiterhin Bestand hatte. In den 1990er Jahren erhielt er die historische Bezeichnung zurück und gilt bis heute als eine der Touristenattraktionen auf dem Newski-Prospekt, auch wenn das Sortiment des Ladens heutzutage nicht mehr so exklusiv ist wie Anfang des 20. Jahrhunderts.